# کنجی هاگا
کنجی هاگا (انگلیسی: Kenji Haga؛ زادهٔ ۲۱ ژوئیهٔ ۱۹۶۱) بازیگر اهل ژاپن است. وی بین سال‌های ۱۹۸۱ تا ۲۰۰۷ میلادی فعالیت می‌کرد.
از فیلم‌هایی که وی در آن‌ها نقش داشته‌است، می‌توان به و آنگاه و علاءالدین اشاره نمود.